# Brøndby IF (női csapat)
A Brøndby Idrætsforeing egy dán női labdarúgócsapat Koppenhága egyik elővárosából Brøndbyvesterből. A klub Dánia legeredményesebb együttese és az első osztályú bajnokság résztvevője.

## Klubtörténet

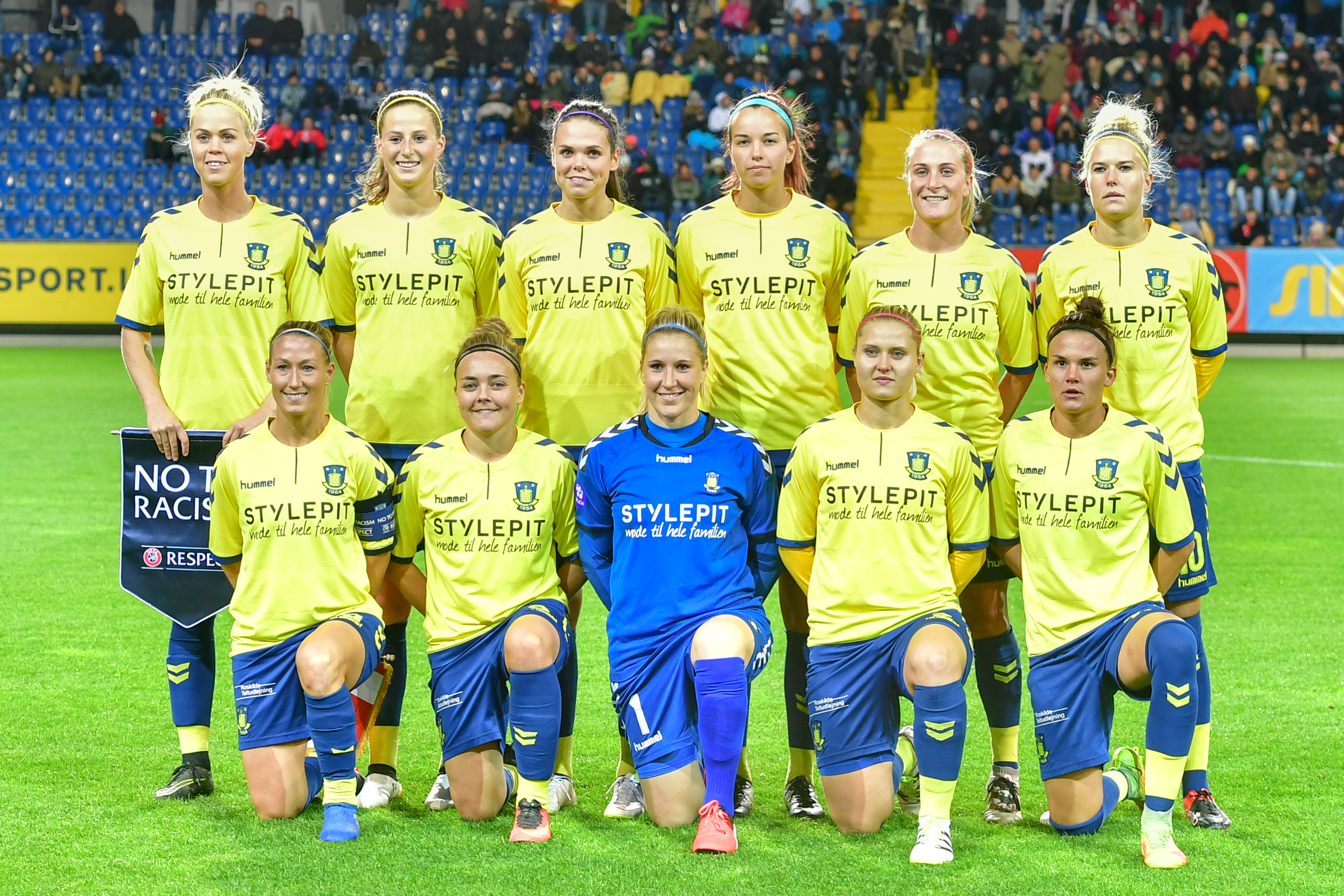
A St. Pölten elleni Bajnokok Ligája mérkőzésen 2016-ban.
Felső sor, balról: Julie Tavlo Petersson, Nicoline Sørensen, Simone Boye Sørensen, Rikke Sevecke, Julie Trustrup Jensen, Louise Kristiansen.
Alsó sor, balról: Theresa Nielsen, Nanna Christiansen, Katrine Abel, Mie Jans, Katrine Veje.

## Játékoskeret
2021. augusztus 1-től
| #  |     | Poszt | Név                      |
| -- | --- | ----- | ------------------------ |
| 1  | GER | K     | Ann-Kathrin Dilfer       |
| 20 | DEN | K     | Naja Bahrenscheer        |
| 4  | DEN | V     | Caroline Pleidrup        |
| 13 | NOR | V     | Katrine Winnem Jørgensen |
| 12 | DEN | V     | Christina Beck           |
| 18 | AZE | V     | Samara Ortiz             |
| 23 | NOR | V     | Malin Sunde              |
| 24 | DEN | V     | Catrine Gryholt          |
| 3  | DEN | KP    | Andrea Ougaard           |
| 7  | ISL | KP    | Barbára Gísladóttir      |

| #  |     | Poszt | Név                   |
| -- | --- | ----- | --------------------- |
| 9  | DEN | KP    | Nanna Christiansen    |
| 11 | DEN | KP    | Cecilie Buchberg      |
| 16 | DEN | KP    | Malou Marcetto Rylov  |
| 17 | DEN | KP    | Julie Tavlo Petersson |
| 21 | DEN | KP    | Laura Munk            |
| 22 | DEN | KP    | Laura Juul            |
| 2  | DEN | CS    | Rebeka Winther        |
| 14 | DEN | CS    | Lærke Dreyer          |
| 15 | DEN | CS    | Frederikke Lindhardt  |
| 19 | SWE | CS    | Beatrice Persson      |

## Eredmények
- Dán bajnok (12): 2003, 2004, 2005, 2006, 2007, 2008, 2011, 2012, 2013, 2015, 2017, 2019
- Dán kupagyőztes (11): 2004, 2005, 2007, 2010, 2011, 2012, 2013, 2014, 2015, 2017, 2018

## A klub híres játékosai
| - Katrine Abel - Gitte Andersen - Simone Boye Sørensen - Cecilie Breil Kramer - Mia Brogaard - Julie Rydahl Bukh - Tine Cederkvist - Stine Dimun - Anne Dot Eggers Nielsen - Olivia Drost - Theresa Eslund - Bettina Falk - Mille Gejl - Mie Leth Jans - Lene Jensen - Maja Kildemoes - Camilla Kur Larsen - Louise Kristiansen - Stine Larsen - Marianne Løvendorf - Lise Munk | - Malene Olsen - Christina Ørntoft - Cathrine Paaske Sørensen - Maiken Pape - Cecilie Pedersen - Stina Lykke Petersen - Louise Ringsing - Line Røddik - Cecilie Sandvej - Rikke Sevecke - Nicoline Sørensen - Sofie Svava - Linnea Svensson - Sanne Troelsgaard Nielsen - Katrine Veje - Aivi Luik - Olga Ahtinen - Ria Öling - Rakel Hönnudóttir - Lee Falkon - Emma Pennsäter |